# コバルト・スカイ
「コバルト・スカイ」は、藍井エイルの楽曲。彼女の4枚目のシングルとして2013年6月26日にSME Recordsから発売された。

## 概要
前作「INNOCENCE」から約7か月でのリリースとなる2013年1作目のシングル。2013年4月28日に幕張メッセにて行われた「ニコニコ超アニソンフェス」内のMCにて本作のリリースが発表された。リリース後は、TBS系テレビ『COUNT DOWN TV』の2013年7月度オープニングテーマに起用された。表題曲がアニメ以外のタイアップとなるのは初。
販売形態は完全生産限定盤、初回生産限定盤、通常版の三種で、完全生産限定盤には2013年3月15日に赤坂BLITZにて行われたワンマンライブの模様が、初回限定生産盤にはMVとメイキング映像が収録されたDVDが特典として同梱されている。

## 収録曲
1. コバルト・スカイ [4:32]
作詞：Eir・rino、作曲：Tomo.、編曲：黒須克彦
TBS系テレビ『CDTV』2013年7月度オープニングテーマ
「明るくて爽やかでとても前向きな楽曲」という。[4]。
2. DAY BY DAY [4:11]
作詞・作曲・編曲：安田貴広
3. 彩色の星 [4:19]
作詞・作曲：安田史生、編曲：石塚英一朗
4. コバルト・スカイ（Instrumental）

DVD（完全生産限定盤）
1. 藍井エイル “BLAU TOUR 2013” 2013.3.15 at 赤坂BLITZ

DVD（初回限定生産盤)
1. コバルト・スカイ (Music Video）
2. Making of 「コバルト・スカイ」 in Ohshima
3. Document of Sakura-Con in Seattle

## 収録アルバム
| 曲名             | アルバム | 発売日        | 備考                  |
| ---------------- | -------- | ------------- | --------------------- |
| コバルト・スカイ | 『AUBE』 | 2014年1月29日 | 2ndオリジナルアルバム |